# Алоха (фестиваль)
Фестиваль Алоха (англ. Aloha Festivals) — ежегодный бесплатный культурный фестиваль, проводимый в штате Гавайи в Соединенных Штатах. Это единственный культурный фестиваль в стране, который проводится на уровне всего штата. Приблизительно 30 000 человек добровольно планируют и организовывают фестиваль Алоха. Ежегодно более 100 000 человек со всего мира посещают фестиваль.

## История

### Создание
В целях сохранения гавайской культуры и наследия, Фестиваль Алоха был создан в 1946 году как Неделя Алоха бывшими членами местной Торговой палаты. Бывший менеджер фестиваля, Горианн Акау, сказал: «В 1946 году после войны гавайцам понадобилась собственная идентичность. Мы были потеряны и должны были перегруппироваться. Когда мы начали праздновать нашу культуру, мы начали чувствовать гордость. У нас прекрасная культура, которая была похоронена в течение нескольких лет. Фестиваль снова возродил её. Самоуважение важнее, чем заработок больших денег».

### Сокращение финансирования
Фестиваль отмечался на шести островах Гавайев, но в 2008 году организаторы фестиваля решили провести большинство мероприятий на Оаху из-за отсутствия финансирования. Предполагалось, что Цветочный парад будет полностью отменен, но благодаря помощи частных доноров и фондов города и округа Гонолулу парад состоялся.

## События

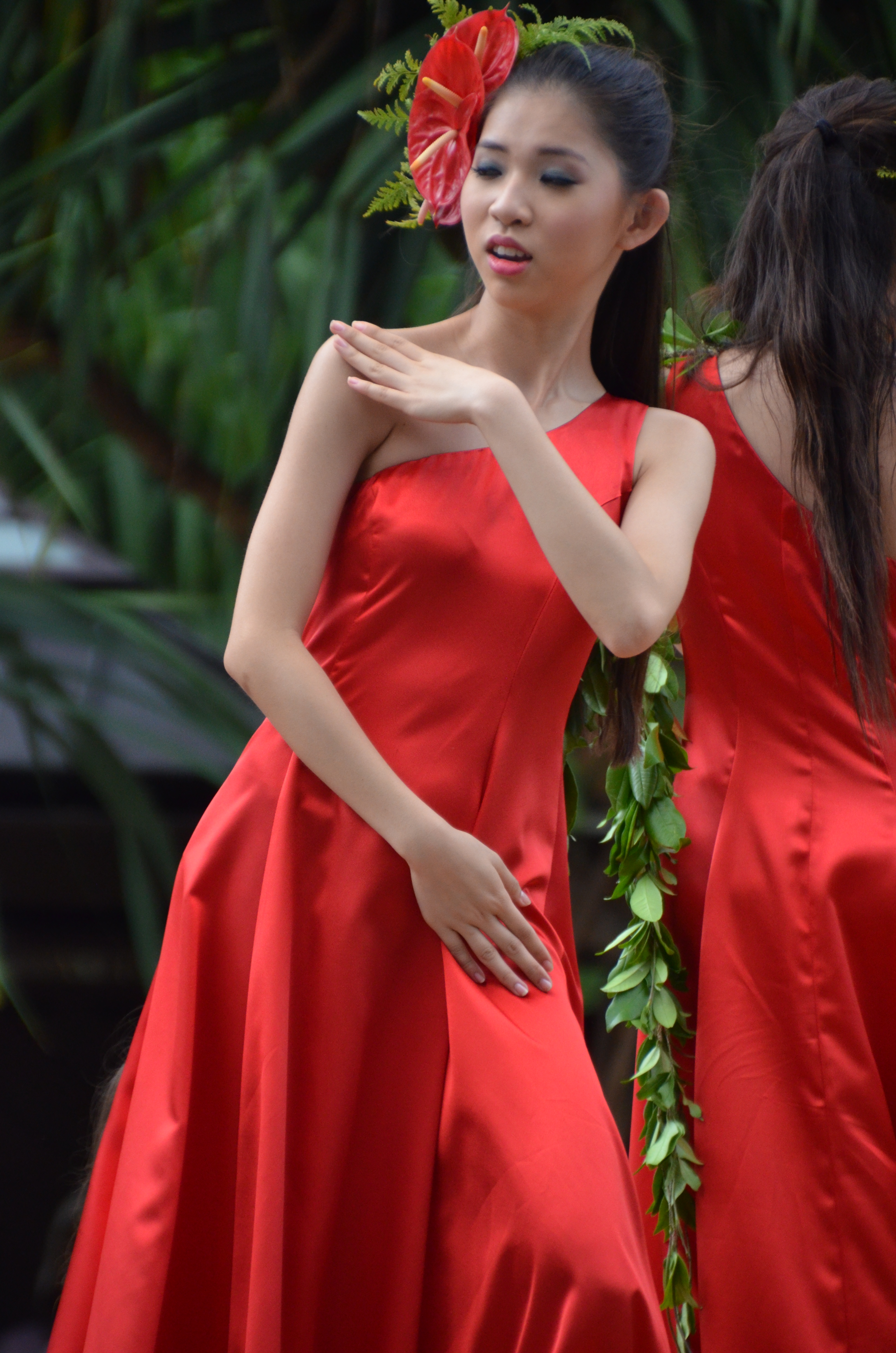
Танцорка на цветочном параде

### Презентация Королевского двора
Королевский двор избирается из числа заявителей, все из которых должны иметь гаваиское происхождение и определенный возраст. Сам фестиваль начинается с представления королевского двора во время церемонии открытия. Церемония проходит в Хелумоа, Вайкики, рядом с Королевским Гавайским Центром.

### Цветочный парад
Цветочный парад начинается на пересечении бульвара Ала Моана и улицы Камаки, проходит через весь Вайкики и заканчивается в парке Капиолани. В параде участвуют всадники p'au, марширующие оркестры, танцевальные школы и Королевский двор.

### Ho'olaule'a
Hoʻolauleʻa — это вечеринка в Вайкики с гавайской музыкой, танцами хула и местной едой. Посещаемость, как правило, исчисляется тысячами.

## Темы
Каждый год имеет определенную тему:
- 2018: No Ke Kai Kakou E ("We are of the Sea")[9]
- 2016: Hāli‘a Aloha ("Treasured memories")
- 2015: Hula Aloha ("Beloved Feather Treasures")
- 2009: Hula ("Let the Story Be Told")
- 2008: Hula ("The Art of Hawaiian Dance")
- 2005: Nā Honu Hawaii  ("The Spirit Within")
- 2004: No Nā Kamalii  ("For the Children")
- 2003: E Mau Ana Ka Hula I Ke Kanaka ("Hula Lives Through Its People")
- 2002: Ka Uhane O Ka Loea ("The Spirit of the Masters")
- 2001: Ho ohanohano I Nā Holokai ("Honor the Voyagers")
- 2000: He Makana O Nā Lei Nani ("A Gift of Beautiful Leis")
- 1999: Hui Pū I ka Hula ("Together in Song and Dance")
- 1998: Ola Ka Ōiwi ("The Natives Endure")

## Внешние ссылки
- http://www.alohafestivals.com